# Notturno (film, 2020)
Pour plus de détails, voir Fiche technique et Distribution.
Notturno  est un documentaire italo-germano-français réalisé par Gianfranco Rosi, sorti en 2020.

## Synopsis
Tourné pendant trois ans sur les frontières entre la Syrie, l'Irak, le Kurdistan et le Liban, Notturno se penche, sous différents angles, sur les hauts et les bas qui jalonnent le quotidien des habitants de cette région tourmentée du Moyen-Orient, entre la reconquête de Mossoul et Raqqa, déchirée par Daech à l'été-automne 2017, l'offensive turque contre le Rojava à l'automne 2019 et l'assassinat du général iranien Qassem Soleimani par les États-Unis à Bagdad en janvier 2020.

## Fiche technique
- Titre français : Notturno
- Réalisation : Gianfranco Rosi
- Pays d'origine :  Italie,  France,  Allemagne
- Format : Couleurs - 35 mm
- Genre : documentaire
- Durée : 100 minutes
- Dates de sortie :
  - Italie : 8 septembre 2020 (Mostra de Venise 2020), 9 septembre 2020 (sortie nationale)
  - France : 22 septembre 2021

## Sortie

### Accueil critique
En France, le site Allociné recense une moyenne des critiques presse de 3,7/5

## Distinction

### Sélection
- Mostra de Venise 2020 : Sélection en compétition
- Festival du film Arabe de Fameck 2021 :

Prix de la presse